# Aleiodes yasirae
Aleiodes yasirae är en stekelart som beskrevs av Van Achterberg 1995. Aleiodes yasirae ingår i släktet Aleiodes och familjen bracksteklar. Inga underarter finns listade i Catalogue of Life.